# Antônio Bandeira (general)
Antônio Bandeira (Guarabira, 3 de novembro de 1916 - Recife, 16 de maio de 2005) foi um general do Exército Brasileiro.

## Biografia
Cursou o ensino secundário no Colégio Militar de Fortaleza e transferiu-se para o Rio de Janeiro em 1934, para estudar na Escola Militar de Realengo. Como cadete, participou da repressão à Intentona Comunista de 1935. Em janeiro de 1937, formou-se como aspirante-a-oficial de infantaria e foi promovido a segundo-tenente no mesmo ano.
Durante a Segunda Guerra Mundial, Bandeira foi instrutor do CPOR em Recife e fez parte do grupo de oficiais enviado aos Estados Unidos para fazer instrução e especialização em Fort  Benning, em preparação para a estruturação da Força Expedicionária Brasileira que ia combater na Itália. Servindo em seu Nordeste natal, fez parte do estado-maior do IV Exército, sediado em Recife, nos anos 50.
Durante o golpe militar de 1964, teve atuação destacada como conspirador no movimento que depôs o presidente João Goulart e participou da prisão do governador Miguel Arraes nos primeiros dias de abril de 1964. Em novembro de 1968 foi promovido a general-de-brigada e nomeado comandante da 3ª Brigada de Infantaria, sediada em Brasília. No início dos anos 70, foi chefe interino do Comando Militar do Planalto, onde foi acusado de comandar torturas a presos políticos, e chefiou as tropas que combateram a Guerrilha do Araguaia, em 1972, subordinado ao general Olavo Viana Moog. 
Em 1973, com o comando dos combates aos guerrilheiros passando ao general Hugo Abreu, Bandeira foi transferido para a chefia do Departamento de Polícia Federal (DPF), onde se fez notar pela forte censura exercida sobre publicações, filmes e peças de teatro, entre as quais a peça Calabar, de Chico Buarque de Hollanda, considerada por ele como uma "conspurcação da História do Brasil". 
Apesar de ligado ao grupo do general Sylvio Frota, considerado de "linha dura" e que se colocava contra as aberturas políticas iniciadas pelo governo Ernesto Geisel, em 1978 recebeu a quarta estrela do generalato, asumindo a chefia do Departamento Geral de Serviços do Exército. Neste mesmo ano, Bandeira teve seu nome incluído num documentado assinado por presos políticos paulistas, que listava uma série de oficiais do exército como torturadores, inclusive ele, e publicada pela imprensa.  No ano seguinte, entretanto, foi designado pelo presidente João Figueiredo para comandar o III Exército, sediado em Porto Alegre, onde permaneceu de 16 de janeiro de 1979 a 8 de janeiro de 1981.
Aposentou-se da farda em 1980 após completar doze anos de generalato, não sem antes sofrer outra acusação, desta vez pelo deputado federal Genival Tourinho, de comandar, junto com os generais Milton Tavares de Souza e José Luiz Coelho Neto, a chamada Operação Cristal, supostamente responsável por atentados terroristas da extrema-direita militar ocorridos no início do governo Figueiredo. Tourinho foi processado por Bandeira e condenado a seis meses de prisão pelo Supremo Tribunal Federal pela não comprovação das denúncias.

## Morte
O General Bandeira faleceu na cidade de Recife em 2005, aos 88 anos de idade.